# 楊得志
楊得志（よう とくし、簡体字：杨得志、英語: Yang Dezhi、ヤン・ドゥーヂー、1911年1月3日 - 1994年10月25日）は、中華人民共和国の軍人。上将、党中央軍事委員会委員（副秘書長）。国防部副部長、総参謀長などの要職を歴任した。楊成武、楊勇と共に人民解放軍の三楊と称された。

## 経歴
1911年1月3日に清の湖南省醴陵県に誕生した。1928年2月に工農革命軍に入隊し、同年10月に中国共産党に入党した。1930年から中国工農紅軍第4軍第11師の排（小隊）長、連（中隊）長、第45師管理科科長、第93団（連隊）団長、紅1軍団第1団第1団団長、副師長、第2師師長を歴任した。中央ソビエト区の対「囲剿」と長征に参加し、長征途中に「十七勇士」を組織して強行渡河を行い、後続部隊のための進路を開拓した。1937年2月に抗日軍政大学に入校した。
1937年7月に日中戦争が勃発した後に八路軍第115師第685団団長となり、平型関の戦闘において日本軍の板垣師団に打撃を与えた。1938年に部隊を率いて呂梁山区に進入し、晋西南抗日根据地を建設した。その後は第344旅副旅長、代理旅長となり、約100人を率いて滑県で第689団と会合し、扈全禄の部隊に対して勝利を収めた。事後は平漢路東、漳河以南、衛河両岸に抗日根据地を開設した。1939年2月に冀魯豫支隊支隊長となり、冀魯豫地区で遊撃戦を展開した。1940年に八路軍第2縦隊司令員、冀魯予軍区司令員となった。1944年4月に延安に戻って陝甘寧晋綏連防軍教導第1旅旅長に任命され、黄河の水防と延安の防衛を担当した。
国共内戦の時は晋冀魯豫軍区第1縦隊司令員、晋察冀軍区第1・第2縦隊司令員、1947年1月に晋察冀野戦軍司令員、1948年5月に華北軍区第2兵団司令員を歴任した。
1949年10月に中華人民共和国が建国された後は、第19兵団司令員兼陝西軍区司令員に任命された。1950年6月に始まった朝鮮戦争の時は、中国人民志願軍第19兵団司令員、志願軍副司令員、司令員となった。1955年に上将の階級を授与され、その後人民解放軍軍事学院戦役系主任を経て、同年3月に済南軍区司令員に就任した。1974年1月2日に武漢軍区司令員に異動し、昆明軍区司令員、国防部副部長、総参謀長、党中央軍事委員会副秘書長、国家中央軍事委員会委員などを歴任した。
1994年10月25日に北京市にて、83歳で死去した。

## その他の職歴
- 第1回から第3回国防委員会委員
- 党第8回候補中央委員
- 第9回・第10回・第11回中央委員
- 第11回中央書記処書記
- 第12回政治局委員

## 著書
- 「楊得志回顧録」